# Joan Vila (bisbe)
Joan Vila (Cervera, c.1515- Vic, 1597), fou rector de la Universitat de l'Estudi General entre 1592-1594 i bisbe de Vic a partir l'any 1597.

## Biografia
Joan Vila va néixer a Cervera vers l'any 1515. Va ser alumne de la Universitat de l'Estudi General on va obtenir el grau de mestre en arts el dia 17 de novembre de 1558.
Altrament fou canonge de Barcelona i mestre en teologia. També fou lector de Sagrada Escriptura a la Universitat de l'Estudi General, càrrec que exercí entre 1590-1596.
L'any 1566 va assistir al Sínode de Barcelona en qualitat de doctor en teologia i rector de l'església parroquial de Santa Margarida.
Entre 1557-1559 exercí com a catedràtic de filosofia, entre 1559-1585 de teologia i entre 1564-1574 obtingué la càtedra de Santo Tomàs a la Facultat de Teologia de la qual fou conseller rector entre 1570 i 1572. També va ésser conseller rector durant una segona etapa, concretament entre 1578-1580 i 1580-1582. Posteriorment, entre 1574-1575, exercí com a mestre de sentències.
L'any 1590, a petició dels estudiants, es va demanar que se li perllongués la vida acadèmica amb el seu conseqüent augment de sou de 120 a 200 lliures. Dos anys més tard se'l va nomenar rector de la Universitat de l'Estudi General, és a dir entre 1592-1594.
L'any 1597 va ser nomenat Bisbe de Vic. Durant el seu bisbat fundà i dotar de tres càtedres a la Universitat Literària de Vic.
Va morir a Vic el setembre de l'any 1597.